# Великие Глебовичи
Великие Глебовичи (укр. Великі Глібовичі) — село в Бобрской городской общине Львовского района Львовской области Украины.
Население по переписи 2001 года составляло 1977 человек. Почтовый индекс — 81228. Телефонный код — 3263.

## История
В 1946 г. Указом ПВС УССР село Глибовичи Великие переименовано в Великие Глебовичи.